# Пелинор
Пелинор — король Островов и рыцарь Круглого Стола; сперва противник, а затем верный союзник короля Артура. Поздние рыцарские романы называют его так же отцом Персеваля. Пелинор — один из тех персонажей, которые
изначально не принадлежали артуровской традиции, но были втянуты в его орбиту на поздних стадиях складывания эпоса. Впрочем, существует также гипотеза, основанная на анализе имени и характерных черт этого персонажа, которая связывает его с кельтской языческой традицией.
С другой стороны, маловероятно, что Пелинор — реальное историческое лицо или что у него имелся реальный исторический прототип. В то же время благодаря средневековым компиляторам Пелинор настолько прочно «врос» в артуровские легенды, что стал практически неотличим от прочих персонажей Камелота.
До появления при дворе короле Артура Ланселота он выступает в роли чуть ли не первого рыцаря королевства: именно ему Мерлин отводит за Круглым Столом почетное место справа от Погибельного Стула.
С точки зрения хронологии события артуровского эпоса, Король Островов впервые появляется сразу же после того, как Артур видит сон о разорении своего королевства. Юный король вызывает Пелинора на поединок, но тот отказывается.
Следующее столкновение Артура и Пелинора и в самом деле оканчивается поединком, в результате которого Артур вынужден искать новый меч, и Мерлин отвозит его к озеру, откуда поднимается рука, держащая Экскалибур.
Мерлин, понимая, что более опытный рыцарь благородно пощадил его воспитанника, когда Артур и Пелинор сталкиваются в третий раз, наводит на Короля Островов сонные чары. В дальнейшем Пелинору предстоит сыграть пусть не слишком заметную в весьма значительную роль в судьбе самого Мерлина. Именно Пелинор привозит в Камелот Нимуэ, Деву Озера.
Сонные чары, наведенные на него Мерлином, возможно, отчасти параллельны магическому сну, в который погружает самого Мерлина Нимуэ.
С языческой традицией Пелинора связывает ряд мотивов: у источника находят отрубленную голову его дочери Элейны, другая его дочь умирает, сам Пелинор получает рану в странном поединке неподалеку от Хоровода Великанов.
Когда в Логрию вторглись армии сперва Риенса Уэльсского, а затем Лота, Пелинор, выступив на стороне Артура, проявляет чудеса храбрости в битве под Димлоком и в поединке убивает самого Лота. Смерть Лота от руки Пелинора стала причиной вражды сыновей короля Оркнейского не только к самому Пелинору, но и ко всему его роду.
Мстя за смерть отца, Гавейн и его братья (Гахерис, Агравейн и Мордред) подстерегают однажды Пелинора на пустынной дороге и, напав вчетвером, убивают его. Жертвой этой вражды становится и старший сын короля Пелинора, Ламорак Уэльсский.